# REM-Schlaf
Als REM-Schlaf (von englisch rapid eye movement ‚rasche Augenbewegung‘), auch paradoxer Schlaf oder desynchronisierter Schlaf genannt, wird eine Schlafphase bezeichnet, die unter anderem durch schnelle Augenbewegungen bei geschlossenen Lidern gekennzeichnet ist, begleitet von einem verringerten Tonus der Skelettmuskulatur (siehe auch Schlaflähmung) und einem spezifischen Aktivationsmuster im EEG – Thetawellen mit einer Frequenz von 4 bis 8 Hz und langsamen Alphawellen. Des Weiteren ist eine rege Beta-Aktivität zu verzeichnen, die sonst eigentlich nur im Wachzustand zu finden ist. Während des REM-Schlafes steigen Blutdruck und Puls wieder an, die in Non-REM-Schlaf-Phasen abgesenkt sind.
Der REM-Schlaf wurde 1953 von Eugene Aserinsky und seinem Professor Nathaniel Kleitman an der University of Chicago entdeckt.

## Vorkommen und Dauer

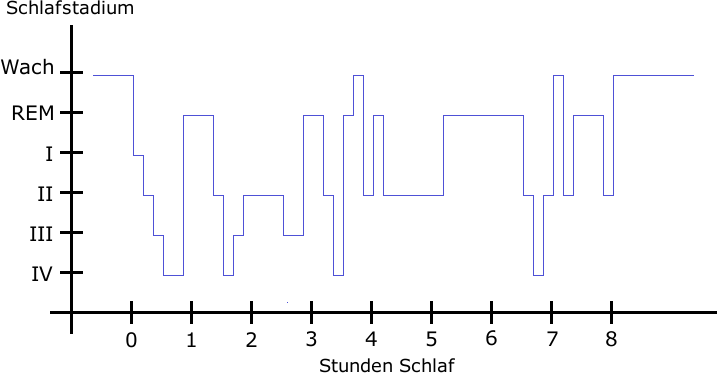
Hypnogramm mit REM-Phasen

Bei Erwachsenen nimmt der REM-Schlaf etwa 20 bis 25 % des Schlafes ein. Das sind bei einer Schlafdauer von 7 bis 8 Stunden etwa 1,5 bis 2 Stunden. Dabei wird zu Beginn der Nacht nur wenig Zeit im REM-Schlaf verbracht, zum Ende der Nacht nehmen Frequenz und Ausdehnung zu.
Bis um das achte Lebensjahr verringert sich die Zeit der REM-Phase von neun Stunden (nach der Geburt) auf ca. drei Stunden. Danach gibt es keine größeren Veränderungen in der Dauer dieser Phase.

## Begleiterscheinungen
Die meisten Träume finden in dieser Phase statt, während des Non-REM-Schlafs (auch NREM-Schlaf) treten Träume seltener auf.
Schon früh wurde eine Korrelation vermutet zwischen den während der REM-Phase beobachtbaren Augenbewegungen und einem gleichzeitig verlaufenden Traumgeschehen. Eine experimentelle Verifizierung dieser sogenannten Scanning-Hypothese gelang 1999 in einer Studie, bei der schlafende Probanden während einer Klartraum-Phase ihre Augäpfel willentlich entsprechend einem vorher vereinbarten Bewegungsmuster bewegten.
In dieser Schlafphase treten neben Träumen auch nächtliche Erektionen auf, außerdem erfolgt dabei eher der Aufbau des prozeduralen Gedächtnisses.

## Funktion
Über die Funktion des REM-Schlafs gibt es viele Hypothesen, auch sich widersprechende. Tatsache ist, dass in den einem Entzug des REM-Schlafs folgenden Nächten die REM-Phasen vermehrt auftreten, im Sinne eines Nachholens. Viele Versuchspersonen zeigen bei andauerndem REM-Schlaf-Entzug neben Lern- und Konzentrationsschwierigkeiten sowie Gedächtnisproblemen ein gesteigertes triebhaftes Verhalten mit vermehrtem Hungergefühl und vermehrten sexuellen und aggressiven Impulsen, während andere auch einen längeren und fast vollständigen Entzug des REM-Schlafes gut tolerieren. Dass Ratten nach zwei- bis dreiwöchigem vollständigem REM-Schlafentzug sterben können, zeigt zunächst nur, dass die Ergebnisse aus Tierversuchen oft nicht eins zu eins auf den Menschen übertragen werden können. Die REM-Schlafphase konnte bei allen bisher untersuchten Säugetieren mit Ausnahme des Delphins und des Ameisenigels beobachtet werden.
Vermutlich ist der Lernprozess im Allgemeinen eng an den REM-Schlaf gekoppelt. Aufgaben in der Triebregulierung, Informationsverarbeitung und Stressbewältigung werden diskutiert.
Viele Versuchspersonen mit REM-Schlaf-Entzug haben gerade bei komplexen und neuen Herausforderungen besondere Schwierigkeiten – eine Tatsache, die gerade für alte Menschen eine große Rolle in deren Alltagsleben spielt. Die klinische Bedeutung von Schlafstörungen und deren Behandlung speziell im Alter wird somit unterstrichen – andererseits die kritiklose Verabreichung von Schlafmitteln auch deshalb getadelt, da diese gerade jene Hirnstromaktivitäten unterdrücken, die im REM-Schlaf dominieren.

## REM-Schlaf-Verhaltensstörung
Fehlende Abnahme des Muskeltonus im REM-Schlaf kann zum motorischen Ausleben von Träumen führen, wobei die Betroffenen auch aus dem Bett fallen können, um sich schlagen oder aufstehen und ziellos umherlaufen oder schreien. Diese Verhaltensstörung trifft hauptsächlich Männer mit einem mittleren Erkrankungsalter von 60 Jahren.

## REM-Latenz – Sleep onset REM
Mit REM-Latenz wird die Zeit zwischen dem Einschlafen und dem Beginn der ersten REM-Phase bezeichnet. Diese liegt bei den meisten Erwachsenen bei etwa 90 Minuten (±30 Minuten). Ist die REM-Latenz stark verkürzt, so spricht man von vorzeitigem REM-Schlaf (Sleep onset REM bzw. SOREM).
Dieses Phänomen ist mit Schlafstörungen assoziiert, beispielsweise der Narkolepsie, tritt aber auch bei Schlafgesunden unter Schlafentzug auf.